# 格拉娘
格拉娘（Grania，1920年代—?），其名又译作葛拉尼娅、格兰娜，女，苏联人，中华人民共和国翻译家，陈昌浩前妻。

## 生平
格拉娘生于苏联某村庄。1940年代苏德战争期间，到莫斯科当纺织女工，其间在莫斯科外文出版社公寓当临时女佣，遇到正在莫斯科养病的陈昌浩。格拉娘接受了比自己大20岁的陈昌浩的求婚，二人育有一子陈祖莫。
1949年后，格拉娘随陈昌浩到中国，结识了李立三夫人李莎，成为密友。格拉娘在中共中央编译局工作，是当时该局在编干部职工中唯一的外国人。当时她满头金发，胖胖的，只能讲一句中国话“你好”。回到中国后，陈昌浩在中共中央编译局工作，1957年反右运动中被贴了大字报，此后在青岛疗养院居住多年，不问家小。李立三曾就此写信规劝陈昌浩。
1960年代中苏交恶后，李莎和格拉娘得知北京崇文门附近有家代顾客加工毛衣的个体编织户，款式丰富，乃慕名前往，在那里偶遇也是来加工毛衣的苏联驻华大使夫人。格拉娘将此事告诉陈昌浩，陈昌浩却将此事写成材料，诬告李莎与苏联驻华大使夫人在毛衣店秘密接头，并声称李莎是“修正主义分子，常给苏联大使馆送情报”，还“带坏”了格拉娘。格拉娘为此和陈昌浩大吵一架。不久，陈昌浩提出离婚，理由是格拉娘是修正主义分子，“竭力追求资产阶级生活方式”，法院判决离婚并均分财产。
文化大革命爆发后，陈昌浩成为本单位造反派，但不久就被人以历史问题打成“牛鬼蛇神”，1967年11月被迫害致死。格拉娘在1967年李莎被逮捕入狱后不久也被逮捕，关入秦城监狱。被捕时，蓬头垢面的格拉娘因为惊慌，在大街上高喊：“斯大林万岁！”格拉娘和李莎、林利等人都被当作“李立三特务集团成员”。格拉娘在秦城监狱关押8年后获释，精神已失常，幻视幻听，认不出探监的儿子。
晚年，格拉娘思念家乡，带儿子回到莫斯科，却受到苏联方面的戒备，不准其儿子、儿媳在苏联居留，格拉娘只好举家回中国。几年后，格拉娘全家迁居澳大利亚。格拉娘在澳大利亚度过余生。